# Барралі
Барралі (італ. Barrali, сард. Barrali) — муніципалітет в Італії, у регіоні Сардинія,  провінція Кальярі.
Барралі розташоване на відстані близько 400 км на південний захід від Рима, 28 км на північ від Кальярі.
Населення — 1126 осіб (2014).
Щорічний фестиваль відбувається 13 грудня. Покровитель — Santa Lucia.

## Демографія
Населення за роками:

Станом на 1 січня 2023 року в муніципалітеті офіційно проживало 6 іноземців з 5 країн, серед них 2 громадяни країн Євросоюзу та 2 громадяни України.

## Сусідні муніципалітети
- Донорі
- Ортачезус
- Піментель
- Саматцаі
- Сант'Андреа-Фрьюс